# Rudolf von Gerlach

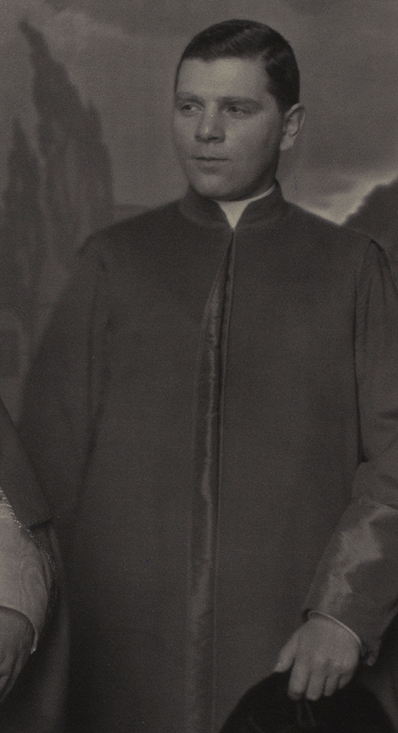
Rudolf von Gerlach (opname van Nicola Perscheid uit 1915).

Rudolf Ritter von Gerlach (Beieren, 13 juli 1886 - Verenigd Koninkrijk, november 1946) was een Duits kamerheer van paus Benedictus XV en tijdens de Eerste Wereldoorlog het belangrijkste contact tussen het Duitse Rijk en het Vaticaan.

## Achtergrond en begin van carrière
Gerlach was de zoon van een Pruisisch officier uit een adellijke familie. Het huwelijk van zijn ouders werd later ontbonden en beiden hertrouwden.
Hij brak zijn schoolopleiding in 1902 zonder diploma af en nam dienst in het Pruisische leger. Verder dan de rang van onderofficier bracht hij het niet, wat mede te wijten was aan zijn wispelturige levensloop, hoge schulden en dubieuze reputatie. Omstreeks 1906 ging hij er met een danseres vandoor naar Parijs. Nadat zijn ouders hem terug hadden laten halen, stuurden ze hem naar Mexico en dachten over zijn toekomstmogelijkheden na.
In Mexico bekeerde hij zich tot het katholicisme en keerde terug naar Duitsland om filosofie en theologie te gaan studeren in Freiburg en Zwitserland. Dankzij bemiddeling van de bisschop van Trente werd hij tot de diplomatenopleiding van het Vaticaan toegelaten. Op voorspraak van verschillende kardinalen maakte hij snel carrière. In 1904 ging hij met kardinaal Chiesa naar Rome, waar de kardinaal tot paus gekozen werd (Benedictus XV). Op de dag van zijn inauguratie benoemde de paus hem tot geheim kamerheer. Gerlach behoorde tot de vertrouwelingen van de paus, bepaalde wie toegang tot de paus kreeg en was de pauselijk adviseur voor alle kwesties met betrekking tot de Duitstalige gebieden.

## Gerlach-affaire[1]
Bij het uitbreken van de Eerste Wereldoorlog verklaarde Italië zich neutraal, maar toonde zich bereid met de Triple Entente te onderhandelen over deelname in ruil voor delen van Tirol en eilanden in de Adriatische Zee. In 1915 kwam het Verdrag van Londen tot stand, waarin de Italiaanse eisen ingewilligd werden. Hierop volgden drie aanslagen op Italiaanse schepen, (de Benedetto Brin, de Regina Margherita en de Leonardo da Vinci) waarbij ruim 800 mensen omkwamen. De directe verbindingen tussen de centrale mogendheden en het Vaticaan werden ernstig belemmerd door de deelname van Italië aan de Eerste Wereldoorlog. Als enig Duits medewerker van de paus steeg de invloed van Gerlach als contactpersoon tussen Berlijn, Wenen en Vaticaanstad.
De Duitse politicus Matthias Erzberger probeerde het vorstendom Liechtenstein te paaien om de formele heerschappij over het vorstendom aan de Heilige Stoel over te dragen. In ruil hiervoor zou Liechtenstein een kardinaal mogen leveren (en praktisch geen aanspraken of rechten verliezen). Als heerser over een Europese staat zou de paus zijn vredesinitiatieven daadkrachtiger kunnen ontwikkelen -  de centrale mogendheden verwachtten dat dit in hun voordeel zou werken. De Triple Entente zag dit eveneens als een poging om de paus voor het karretje van de beide keizers te spannen. Von Gerlach kwam hierdoor in het vizier van de verschillende geheime diensten van de Entente.
Het vorstendom Liechtenstein bedankte voor de eer, en Von Gerlach probeerde nu de Spaanse koning zo ver te krijgen een van de eilanden van de Balearen aan het Vaticaan over te dragen. De Italiaanse regering vermoedde dat Von Gerlach er op uit was de paus onder Duitse invloed te brengen en liet een strafrechtelijk onderzoek wegens spionage instellen, mede omdat hij ervan werd verdacht de aanslagen op de Italiaanse schepen in 1915 en 1916 na het tot stand komen van het Verdrag van Londen te hebben voorbereid. Begin januari 1917 verliet Von Gerlach het Vaticaan en reisde via Lugano naar München (de Italiaanse regering had al alle Duitse en Oostenrijkse onderdanen uitgezet).
Paus Benedictus XV wilde spanningen met de Entente vermijden, en gebood Von Gerlach in Duitsland te blijven. Von Gerlach werd eervol ontslagen en de paus verleende hem het bisschopskruis.
Von Gerlach werd bij verstek veroordeeld tot levenslange gevangenisstraf. In 1919 schreef hij zijn memoires en kondigde aan sensationele onthullingen over de geheime diplomatie van het Vaticaan te publiceren. Hij had gokschulden van een kwart miljoen Zwitserse frank (omgerekend 1 miljoen euro in 2010) en in ruil voor een financiële vergoeding verbrandde hij zijn memoires en alle het Vaticaan belastende documenten die in zijn bezit waren.

## Latere levensloop
In 1919 verliet hij de curie, trad uit de katholieke kerk en huwde de sinds kort gescheiden Nederlandse (en overigens protestantse) Catherine Marie Anna Blanckenhagen in Baden. Het paar verbleef voornamelijk in Nederland. In Duitsland werd hij in nationalistische kringen gewantrouwd en gezien als verrader en een acteur in de dolkstootlegende. Hoewel er geruchten rondgingen over zijn zelfmoord en emigratie naar Canada, stond hij vermeld op de Sonderfahndungliste GB uit 1940 van Walter Schellenberg. Op 18 november 1946 werd hij in Brookwood begraven.